# Grey’s Anatomy/Staffel 2
Die zweite Staffel der US-amerikanischen Krankenhaus-Serie Grey’s Anatomy wurde vom 25. September 2005 bis zum 15. Mai 2006 auf dem US-amerikanischen Sender ABC gesendet. Die deutschsprachige Erstausstrahlung erfolgte vom 8. Mai bis zum 27. November 2006 beim Sender SF zwei. Die deutsche Erstausstrahlung erfolgte vom 12. September 2006 bis zum 27. März 2007 bei ProSieben.

## Darsteller
Die Besetzung von Grey’s Anatomy trat in der zweiten Staffel folgendermaßen in Erscheinung:
| Rollenname                      | Schauspieler        | Folgen                    | Anzahl    | Synchronsprecher       |
| ------------------------------- | ------------------- | ------------------------- | --------- | ---------------------- |
| Dr. Meredith Grey               | Ellen Pompeo        | 1–27                      | 27 Folgen | Ulrike Stürzbecher     |
| Dr. Cristina Yang               | Sandra Oh           | 1–27                      | 27 Folgen | Christin Marquitan     |
| Dr. Alex Karev                  | Justin Chambers     | 1–27                      | 27 Folgen | Dennis Schmidt-Foß     |
| Dr. Izzie Stevens               | Katherine Heigl     | 1–27                      | 27 Folgen | Antje von der Ahe      |
| Dr. George O’Malley             | T. R. Knight        | 1–27                      | 27 Folgen | Nico Mamone            |
| Dr. Derek Shepherd              | Patrick Dempsey     | 1–27                      | 27 Folgen | Boris Tessmann         |
| Dr. Preston Burke               | Isaiah Washington   | 1–27                      | 27 Folgen | Johannes Berenz        |
| Dr. Richard Webber              | James Pickens Jr.   | 1–27                      | 27 Folgen | Roland Hemmo           |
| Dr. Addison Montgomery-Shepherd | Kate Walsh          | 1–27                      | 27 Folgen | Katja Nottke           |
| Dr. Miranda Bailey              | Chandra Wilson      | 1–14, 16–27               | 26 Folgen | Anke Reitzenstein      |
| Denny Duquette                  | Jeffrey Dean Morgan | 13, 19–27                 | 10 Folgen | Charles Rettinghaus    |
| Joe                             | Steven W. Bailey    | 1, 4–7, 9, 12, 15, 25     | 9 Folgen  | Olaf Reichmann         |
| Olivia Harper                   | Sarah Utterback     | 2, 9–11, 15–16, 19, 26–27 | 9 Folgen  | Anja Stadlober         |
| Dr. Callie Torres               | Sara Ramírez        | 19–25, 27                 | 8 Folgen  | Ghadah Al-Akel         |
| Patricia                        | Robin Pearson Rose  | 1–2, 6, 12, 14–15, 25     | 7 Folgen  | Gisela Fritsch         |
| Dr. Ellis Grey                  | Kate Burton         | 3–5, 13, 15, 18           | 6 Folgen  | Anita Lochner          |
| Krankenschwester Debbie         | Cathy Lind Hayes    | 7, 14–17, 19              | 6 Folgen  | Liane Rudolph          |
| Tyler Christian                 | Moe Irvin           | 4, 6–7, 15–16             | 5 Folgen  | Assad Schwarz          |
| Dr. Finn Dandridge              | Chris O’Donnell     | 22–25, 27                 | 5 Folgen  | Sven Hasper            |
| Tucker Jones                    | Bashir Salahuddin   | 6                         | 4 Folgen  |                        |
| Tucker Jones                    | Cress Williams      | 16–17, 19                 | 4 Folgen  |                        |
| William George Tucker-Bailey    | Unbekannt           | 17–20                     | 4 Folgen  |                        |
| Adele Webber                    | Loretta Devine      | 11, 17, 26                | 3 Folgen  | Philine Peters-Arnolds |
| Krankenschwester Kate           | Kate Anthony        | 14–15, 21                 | 3 Folgen  |                        |
| Dr. Erica Hahn                  | Brooke Smith        | 25–27                     | 3 Folgen  | Almut Zydra            |
| Thatcher Grey                   | Jeff Perry          | 18, 22                    | 2 Folgen  | Hans Hohlbein          |

Außerdem traten in der zweiten Staffel viele Figuren in nur einer Folge auf, die dann in späteren Staffeln zum festen Cast hinzugestoßen sind, beziehungsweise weitere Gastauftritte haben. Das waren in dieser Staffel Greg Pitts (Jerry O’Malley), Tim Griffin (Ronny O’Malley), George Dzundza (Harold O’Malley), Kali Rocha (Dr. Sydney Heron), Eric Dane (Dr. Marc Sloan) und Mare Winningham (Eileen Grey).

## Episoden
| Nr. (ges.) | Nr. (St.) | Deutscher Titel             | Originaltitel                                 | Erstausstrahlung USA | Deutschsprachige Erstausstrahlung (CH) | Regie               | Drehbuch                               |
| --- | --------- | --------------------------- | --------------------------------------------- | -------------------- | -------------------------------------- | ------------------- | -------------------------------------- |
| 10 | 1         | Ein sauberer Schnitt        | Raindrops Keep Falling on My Head             | 23. Sep. 2005        | 8. Mai 2006                            | Peter Horton        | Stacy McKee                            |
| Meredith trennt sich von Derek, erfährt allerdings auch, dass er nach Seattle gekommen ist, weil Addison ihn betrogen hat. George muss für Webber, der nach seiner Operation ans Bett gefesselt ist, den Krankenhausspitzel spielen. Als er von der Affäre zwischen Cristina und Burke erfährt, ist er im Zwiespalt, ob er dem Chefarzt davon erzählen soll. Er entscheidet sich dagegen. Der allseits beliebte Barbesitzer Joe muss wegen eines Aneurysmas im Gehirn operiert werden, ist jedoch nicht krankenversichert. George setzt sich bei Richard dafür ein, dass Joe mit Mitteln aus dem Krankenhausfonds unterstützt wird, weil er nach der OP sonst bankrott wäre. Richard willigt ein. Alex ist zutiefst beeindruckt von Georges Engagement und versöhnt sich mit ihm. Richard bestimmt Preston zu seinem Stellvertreter mit der Begründung, dass Derek Beruf und Privatleben nicht ausreichend voneinander trennt. Als Preston dies erfährt, trennt er sich von Cristina, ohne zu wissen, dass diese schwanger ist. |           |                             |                                               |                      |                                        |                     |                                        |
| 11 | 2         | Genug ist Genug             | Enough Is Enough (No More Tears)              | 2. Okt. 2005         | 15. Mai 2006                           | Peter Horton        | James D. Parriott                      |
| Das Verhältnis zwischen Meredith und Derek ist immer noch sehr angespannt. Cristina versucht, Preston aus dem Weg zu gehen. Richard bekommt Besuch von seiner Frau Adele, die unbedingt will, dass Richard in Pension geht. Alex kümmert sich um einen Patienten, der seinem Vater nach einem Autounfall einen Teil seiner Leber spenden könnte, allerdings nicht weiß, ob er es tun soll, da der Vater seine Mutter schlägt. Alex, der selbst Erfahrungen mit Gewalt in der Familie gemacht hat, steht ihm beratend zur Seite. George redet mit Olivia und teilt ihr mit, dass er sich in eine andere (Meredith) verliebt hat. Obwohl Olivia traurig ist, ist sie froh, dass George ihr die Wahrheit gesagt hat. Ein Patient erregt im Krankenhaus Aufsehen, da er Puppenköpfe verschluckt hat. |           |                             |                                               |                      |                                        |                     |                                        |
| 12 | 3         | Gebrochene Herzen           | Make Me Lose Control                          | 9. Okt. 2005         | 22. Mai 2006                           | Adam Davidson       | Krista Vernoff                         |
| Merediths an Alzheimer erkrankte Mutter Ellis wird wegen Verdachts auf Leberkrebs ins Krankenhaus eingeliefert. Der Tumor stellt sich aber als gutartig heraus. Ellis hält George, der sich um sie kümmert, für ihren Mann Thatcher. Derek und Addison kommen sich wieder nahe. Izzie versteht sich zunehmend besser mit Alex, kann aber nicht verstehen, warum er sich nur ihr gegenüber charmant verhält und gegenüber allen anderen mehr als unsensibel ist. Cristina bricht während einer Operation zusammen und muss wegen einer Eileiterschwangerschaft notoperiert werden. |           |                             |                                               |                      |                                        |                     |                                        |
| 13 | 4         | Selbstverleugnung           | Deny, Deny, Deny                              | 16. Okt. 2005        | 29. Mai 2006                           | Jessica Yu          | Kip Koenig                             |
| Meredith erfährt, dass Addison Derek die Scheidungspapiere überreicht hat. Doch sie muss feststellen, dass er zögert und die Papiere noch nicht unterschrieben hat. Alex und Izzie haben ein Date, das allerdings von Anfang an unter keinem guten Stern steht, da Alex kurz zuvor erfahren hat, dass er eine wichtige Prüfung nicht bestanden hat. Miranda muss den Tod eines ihrer ersten Patienten verkraften. George ist unzufrieden, da er sich immer noch um Ellis kümmern muss. Cristina will wieder arbeiten, da sie von dem Besuch ihrer Mutter genervt ist. Von der Fehlgeburt zeigt sie sich zunächst unbeeindruckt, bricht schließlich aber doch zusammen und wird dabei von Preston getröstet. |           |                             |                                               |                      |                                        |                     |                                        |
| 14 | 5         | Der Schmerz                 | Bring the Pain                                | 23. Okt. 2005        | 5. Juni 2006                           | Mark Tinker         | Shonda Rhimes                          |
| Meredith stellt Derek ein Ultimatum: Entweder er unterschreibt die Scheidungspapiere oder es ist aus. Als Zeichen soll Derek in Joes Bar kommen, doch niemand erscheint. Im Krankenhaus gibt es einen Stromausfall. George muss im steckengebliebenen Fahrstuhl eine Herz-OP durchführen und erntet für den erfolgreichen Eingriff viel Anerkennung. Der ebenfalls anwesende Alex hatte im entscheidenden Moment gezögert. Wegen des misslungenen Dates gibt es Streit zwischen Alex und Izzie. Cristina und Preston kommen wieder zusammen. Außerdem erfährt man, dass Ellis Grey, die am Ende der Folge wieder entlassen wird, in ihrer Zeit als Assistenzärztin eine Affäre mit Richard hatte. |           |                             |                                               |                      |                                        |                     |                                        |
| 15 | 6         | Zugunglück                  | Into You Like a Train                         | 30. Okt. 2005        | 3. Juli 2006                           | Jeff Melman         | Krista Vernoff                         |
| Alle Ärzte müssen aufgrund eines Zugunglücks sofort ins Krankenhaus. Da die Assistenzärzte zuvor in Joes Bar waren, ist Meredith betrunken. Auch Miranda ist nicht sehr begeistert davon, dass sie ihren zehnten Hochzeitstag unterbrechen muss. Durch das Zugunglück werden viele Patienten eingeliefert. George, Meredith, Miranda, Preston und Derek haben zwei Patienten, die zusammen von einer Stange durchbohrt wurden. Es besteht nur die Chance, einen auf Kosten des Lebens des anderen zu retten. Nachdem der Mann weniger schwere Verletzungen hat als die Frau, entscheiden sich die Ärzte für ihn. Richard will einem Mann ein Bein, das beim Zugunglück abgetrennt wurde, wieder annähen. Allerdings bekommt Richard zunächst ein zweites linkes und dann einen Frauenfuß in den OP gebracht. Cristina bemüht sich, das richtige Bein zu finden, um bei Richard zu punkten, Alex kommt ihr aber mit dem richtigen Bein zuvor und erntet die Lorbeeren. Izzies und Addisons Patientinnen sind zwei beste Freundinnen, die beide hoch schwanger sind. Durch das Zugunglück muss eines der Babys in einer Notoperation entbunden werden, diese OP verläuft aber ohne Komplikationen. Derek verkündet Meredith, dass er bei Addison bleiben wird. |           |                             |                                               |                      |                                        |                     |                                        |
| 16 | 7         | Gerede                      | Something to Talk About                       | 6. Nov. 2005         | 10. Juli 2006                          | Adam Davidson       | Stacy McKee                            |
| Ins Krankenhaus wird ein scheinbar schwangerer Mann eingeliefert. Es stellt sich heraus, dass er ein schnell wachsendes Teratom hat. Dies ist die Sensation im Krankenhaus und Izzie und Cristina schlagen daraus Profit. Meredith, deren gescheiterte Beziehung zu Derek ebenfalls Gesprächsthema Nummer eins ist und deshalb sehr gut weiß, wie es ist, wenn über einen geredet wird, setzt sich für die Privatsphäre des Patienten ein. Alex kümmert sich um eine jugendliche Patientin im Rollstuhl und sammelt damit Bonuspunkte bei Derek. Derek versucht, Meredith zur Rettung seiner Ehe zu vergessen, und Addison will endgültig nach Seattle ziehen. Preston berichtet Richard gegen den Willen von Christina von ihrer Beziehung. Richard honoriert seine Offenheit und zeigt Verständnis. Alex gibt Izzie endlich den überfälligen Gutenachtkuss, den er ihr bei ihrem misslungenen Date versagt hatte. |           |                             |                                               |                      |                                        |                     |                                        |
| 17 | 8         | Romeo und Julia             | Let It Be                                     | 13. Nov. 2005        | 17. Juni 2006                          | Lesli Linka Glatter | Mimi Schmir                            |
| Cristina und Preston haben ihr erstes Rendezvous und müssen nach schleppender Konversation im Restaurant einem Notfall erste Hilfe leisten. Miranda teilt Richard mit, dass sie schwanger ist. Derek und Addison bekommen Besuch von Freunden aus New York, allerdings nicht ohne Grund: Savvy wurde positiv auf ein Gen für Gebärmutter- und Brustkrebs getestet, das bereits mehrere ihrer Verwandten das Leben gekostet hat. Sie will deshalb eine Brustamputation und eine Entfernung ihrer Gebärmutter und ihrer Eierstöcke. Alex und Izzie kommen sich näher. George behandelt einen Selbstmordpatienten und Meredith eine alte Frau, bei der Krebs diagnostiziert wird, die das letzte halbe Jahr mit ihrem Mann aber noch genießen möchte. |           |                             |                                               |                      |                                        |                     |                                        |
| 18 | 9         | Dankbarkeit                 | Thanks for the Memories                       | 20. Nov. 2005        | 24. Juni 2006                          | Michael Dinner      | Shonda Rhimes                          |
| Es ist Thanksgiving. Izzie legt großen Wert auf die Feierlichkeiten, doch Meredith hat sich im Krankenhaus einteilen lassen. Auch George ist verhindert, da er mit seinen Brüdern und seinem Vater einen Truthahn schießen muss. George wird bewusst, wie wenig er mit seiner Familie gemeinsam hat. Meredith behandelt zusammen mit Derek einen Komapatienten, der nach 16 Jahren aufwacht und begreifen muss, dass seine Familie nicht mehr dieselbe ist. Kurz nach seinem Erwachen muss er operiert werden und stirbt. Derek kann wegen der Operation seine Verabredung mit Addison nicht einhalten. Abends beschließen die beiden, noch einmal neu anzufangen, und küssen sich. Richard hat frei, will jedoch nicht nach Hause gehen. Auch Preston hat frei. Dafür ist ein Ersatzoberarzt im Krankenhaus, der Miranda wie eine Anfängerin behandelt und nur mit dem „Nazi“, einem Arzt mit hervorragendem Ruf, zusammenarbeiten möchte – ohne zu wissen, dass dies Mirandas Spitzname ist. Preston geht zusammen mit Cristina zu Izzies Essen. Auch Joe kommt mit seinem Freund Walter. Preston hilft Izzie beim Kochen, was Cristina missfällt. Diese zieht sich ins Krankenhaus zurück und assistiert bei einer OP. Alex berichtet Meredith, dass er durch die ärztliche Prüfung gefallen sei. Am Ende des Tages kommen Alex, Cristina und George doch noch zu Izzie. Nur Meredith geht in Joes Bar und beginnt dort einen Flirt. |           |                             |                                               |                      |                                        |                     |                                        |
| 19 | 10        | Fünflinge                   | Much, Too Much                                | 27. Nov. 2005        | 31. Juli 2006                          | Wendey Stanzler     | Harry Werksman & Gabrielle Stanton     |
| Meredith hat sich in Joes Bar einen One-Night-Stand geangelt. Am Morgen danach trifft sie ihn jedoch im Krankenhaus wieder, da er unter Priapismus leidet. Meredith ist das vor ihren Kollegen, insbesondere vor Derek, sehr peinlich. Es stellt sich heraus, dass die Ursache ein Tumor ist, der durch eine Operation entfernt werden kann. Alex und Izzie haben Schwierigkeiten im Bett, weil Alex Erektionsprobleme hat. Er spricht sich mit seiner Ex-Freundin Olivia aus, woraufhin beide Sex haben – und dabei von Izzie erwischt werden. Im Krankenhaus steht eine Frau mit Fünflingen im Fokus, die eine schwierige Geburt vor sich hat. Die Wehen setzen zu früh ein und fast das ganze Krankenhauspersonal hilft bei der Entbindung der Frühchen, bei denen es unterschiedliche Komplikationen gibt. |           |                             |                                               |                      |                                        |                     |                                        |
| 20 | 11        | Einsamkeit                  | Owner of a Lonely Heart                       | 4. Dez. 2005         | 7. Aug. 2006                           | Daniel Minahan      | Mark Wilding                           |
| Nachdem Izzie Alex mit Olivia in flagranti erwischt hat, ist sie auf beide sauer. Dass Meredith nach wie vor mit Alex spricht, nimmt Izzie ihr übel. Alex muss damit zurechtkommen, dass er wegen eines Fehlers einen Patienten auf dem Gewissen hat. Die Fünflinge werden von den fünf Assistenzärzten versorgt. Izzies Baby stirbt jedoch und Izzie macht sich schwere Vorwürfe. Addison erklärt ihr, dass sie schon vorher wusste, dass das Baby keine Chance haben wird. Addison wollte dies als Lehrmethode nutzen, um Izzie mehr Distanz zu den Patienten beizubringen, was Izzie nicht verstehen kann. Ins Krankenhaus wird eine inhaftierte Mörderin eingeliefert, die Rasierklingen geschluckt hat, um der Einsamkeit der Einzelhaft zu entkommen. Ihre Ärzte werden Cristina und Miranda. Als sie bald nach ihrer OP entlassen werden soll, verschluckt sie eine Glühbirne. Diese rupturiert die Luftröhre, weshalb die Patientin erneut operiert werden muss. Cristina behält sie danach mehr Tage zur Beobachtung da als nötig, damit sie noch im Krankenhaus bleiben kann. |           |                             |                                               |                      |                                        |                     |                                        |
| 21 | 12        | Körper und Geist            | Grandma Got Run Over By a Reindeer            | 11. Dez. 2005        | 14. Aug. 2006                          | Peter Horton        | Krista Vernhoff                        |
| Weihnachten steht vor der Tür. Izzie ist sauer auf Cristina, Meredith und George, weil sie mit Alex auf seine Wiederholungsprüfung lernen, unterstützt ihn aber am Ende selbst. Cristina und Preston bemerken, dass sie auch beim Thema Weihnachten völlig verschiedener Ansicht sind: Cristina ist Jüdin und praktiziert den Glauben nicht, während Burke sich als spirituell bezeichnet. Sie behandeln zusammen im Krankenhaus ein Kind, das ein neues Herz transplantiert bekommen soll, es aber nicht annehmen möchte. Der Junge weiß, dass für ihn ein anderes Kind sterben musste. Cristina nimmt sich seiner an. Derek beichtet Addison, dass Meredith nicht nur ein Flirt aus Rache war, sondern dass er sich in sie verliebt hatte. Richards Frau Adele fordert, dass er mehr Zeit mit ihr verbringen soll, und droht ihm mit der Scheidung. Miranda bekommt als Schwangere zunehmend Probleme beim Operieren. |           |                             |                                               |                      |                                        |                     |                                        |
| 22 | 13        | Ein neuer Anfang            | Begin the Begin                               | 15. Jan. 2006        | 21. Aug. 2006                          | Jessica Yu          | Kip Koenig                             |
| Im Krankenhaus wird die 80-Stunden-Woche eingeführt. Während die Ärzte verpflichtet sind, nach einer bestimmten Zeit nach Hause zu gehen, soll das Pflegepersonal Überstunden machen. Den wissbegierigen Assistenzärzten gefällt dies gar nicht, weil sie nicht wissen, was sie mit ihrer ungewohnten Freizeit anfangen sollen. Addison beschwert sich über die Wohnverhältnisse im Wohnwagen mit Derek. Richard und Derek wollen Ellis in eine Alzheimer-Studie mit aufnehmen, brauchen dafür aber das Einverständnis von Meredith. Preston möchte von Cristina wissen, ob sie ihr Baby behalten hätte, wenn sie es nicht verloren hätte. Cristina beantwortet diese Frage negativ. George hat eine junge Patientin, die sich bei einer Tumoruntersuchung als Hermaphrodit herausstellt. Ihre Eltern wollen ihr dies verheimlichen, George erreicht jedoch, dass die Patientin die Wahrheit erfährt. Izzie trifft erstmals auf den Patienten Denny Duquette, der auf ein Herz wartet. Allerdings erweist sich das Spenderherz als ungeeignet. |           |                             |                                               |                      |                                        |                     |                                        |
| 23 | 14        | Lügen                       | Tell Me Sweet Little Lies                     | 22. Jan. 2006        | 28. Aug. 2006                          | Adam Davidson       | Joan Rater & Tony Phelan               |
| Izzie und George wollen nicht mehr länger mit Merediths unerzogenem Hund zusammen leben. Als George Meredith vor die Wahl zwischen ihm und dem Hund stellt, zögert sie, was George verletzt. Schließlich finden sich jedoch neue Besitzer für den Hund: Addison und Derek. George behandelt eine alte Patientin, die das Krankenhaus nicht verlassen will, da sie nicht ins Altersheim, sondern zu ihrer Tochter möchte. Alex erfährt, dass er die Nachprüfung bestanden hat. Miranda bekommt wegen der vielen Arbeit frühzeitige Wehen und wird für den Rest ihrer Schwangerschaft nach Hause geschickt. Das Pflegepersonal im Krankenhaus fordert mehr Krankenschwestern und kündigt einen Streik an. Meredith gesteht Cristina, dass sie Derek immer noch liebt. Cristina gesteht Meredith, dass Preston zwar denkt, sie sei bei ihm eingezogen, dass sie ihre alte Wohnung aber noch behalten hat. |           |                             |                                               |                      |                                        |                     |                                        |
| 24 | 15        | Streik                      | Break on Through                              | 29. Jan. 2006        | 4. Sep. 2006                           | David Paymer        | Zoanne Clack                           |
| Das Pflegepersonal streikt. George schließt sich dem Streik an. Deswegen wird er von den Ärzten belächelt, von den Krankenpflegern wie Olivia und Tyler allerdings gefeiert. Durch den Streik erreichen sie, dass Richard sich für mehr Pflegepersonal einsetzt. Meredith bekommt heraus, dass Richard ihre Mutter besucht und dass die beiden mehr als Freundschaft verbindet. Als sie sieht, wie eine alte Frau im Krankenhaus im Kreise ihrer Liebsten stirbt, wird ihr bewusst, dass ihre Mutter viel mehr Zuneigung benötigt. Meredith wird von Derek getröstet. Wegen einer jungen schwangeren Patientin, die aus ähnlichen Verhältnissen stammt wie Izzie, brechen bei Izzie alte Wunden auf. Man erfährt, dass Izzie mit 16 Jahren Mutter geworden ist und ihr Baby zur Adoption freigegeben hatte. Wegen Mirandas Mutterschutz bekommen die Assistenzärzte eine neue Ärztin zugeteilt: Dr. Sydney Heron. Sydney ist das komplette Gegenteil von Miranda, womit Cristina – im Gegensatz zu Alex – überhaupt nicht zurechtkommt. |           |                             |                                               |                      |                                        |                     |                                        |
| 25 | 16        | Code Black                  | It’s the End of the World (1)                 | 5. Feb. 2006         | 11. Sep. 2006                          | Peter Horton        | Shonda Rhimes                          |
| Miranda kommt ins Krankenhaus zurück, da ihre Wehen eingesetzt haben. Ihr Mann Tucker Jones erleidet auf dem Weg ins Krankenhaus einen schweren Autounfall und muss von Derek operiert werden. Darüber hinaus wird ein Patient eingeliefert, in dessen Brustkorb die scharfe Munition einer Bazooka steckt. Die Munition wird von der Hand der Sanitäterin Hannah stabilisiert, die eigentlich nur deshalb in den Brustkorb des Patienten gegriffen hatte, um die Blutung zu stillen. Alle OPs werden evakuiert, nur Derek weigert sich, die OP von Mirandas Mann zu unterbrechen. Als Hannah dem Druck nicht mehr standhält und ihre Hand aus dem Brustkorb des Patienten zieht, steckt Meredith ihre Hand in die Wunde und schwebt nun selbst in Lebensgefahr. Izzie und Alex beginnen wieder eine Affaire. |           |                             |                                               |                      |                                        |                     |                                        |
| 26 | 17        | Der letzte Tag              | (As We Know It) (2)                           | 12. Feb. 2006        | 25. Sep. 2006                          | Peter Horton        | Shonda Rhimes                          |
| Miranda weigert sich, ohne ihren Mann das Baby auf die Welt zu bringen. Die Situation wird für Mutter und Kind gefährlich, und nur mit Georges Hilfe gelingt die Geburt schließlich ohne Komplikationen. Auch Tucker übersteht seine Operation. Meredith und Preston müssen den Mann mit der scharfen Munition in der Brust in einen anderen OP verlegen, da der erste OP direkt über der Leitung mit der Sauerstoffzufuhr für die OPs liegt. Der Umzug gelingt, doch nur Sekunden nachdem Meredith mit Hilfe eines Sprengstoffexperten die Munition aus dem Körper des Patienten entfernt hat, explodiert die Munition. Der Sprengstoffexperte stirbt, Meredith kommt mit leichten Verletzungen davon. Am Abend erzählt sie Derek, dass sie während der ganzen Zeit nur daran denken konnte, dass sie sich nicht mehr an ihren letzten Kuss erinnern kann. Derek erinnert sich und erzählt ihr davon. |           |                             |                                               |                      |                                        |                     |                                        |
| 27 | 18        | Monster                     | Yesterday                                     | 19. Feb. 2006        | 2. Okt. 2006                           | Rob Corn            | Krista Vernhoff                        |
| Preston findet heraus, dass Cristina ihre alte Wohnung behalten hat. Richard ahnt, dass Meredith von seiner einstigen Affäre mit Ellis weiß. Meredith sucht deshalb ihren Vater auf, den sie seit 20 Jahren nicht mehr gesehen hat, und stellt ihn zur Rede, warum er damals nicht um die Ehe und die Familie gekämpft hat. Izzie und Alex treffen sich nach wie vor. Miranda besucht ihre Arbeitsstelle samt Kind. Addisons ehemalige Affäre Mark Sloan taucht in Seattle auf, um Addison zurückzuerobern, und führt eine Operation an einem Patienten durch. Izzie und George behandeln eine Patientin, die unkontrollierte Orgasmen hat. George gesteht Meredith seine Liebe und beide kommen sich näher. |           |                             |                                               |                      |                                        |                     |                                        |
| 28 | 19        | Karma                       | What Have I Done to Deserve This?             | 26. Feb. 2006        | 9. Okt. 2006                           | Wendey Stanzler     | Stacy McKee                            |
| Meredith verbringt die Nacht mit George, bricht jedoch währenddessen in einen Heulkrampf aus. George ist getroffen und gekränkt und zieht aus der WG aus. Er findet Unterschlupf bei Preston und Cristina. Außerdem lernt er im Krankenhaus die Orthopädin Dr. Callie Torres kennen, die seine Schulter einrenkt und ihm später ihre Telefonnummer gibt. Denny Duquette wird erneut eingeliefert und Izzie hat nur noch Augen für ihn – zum Leidwesen von Alex. Addison hat sich beim Urinieren im Wald einen Ausschlag von einer Gifteiche zugezogen. Sie lässt ihn heimlich von Miranda behandeln, die eigentlich im Mutterschaftsurlaub ist. Meredith und Derek beschließen, es mit einer reinen Freundschaft zu versuchen. |           |                             |                                               |                      |                                        |                     |                                        |
| 29 | 20        | Ein Pflaster für jede Wunde | Band Aid Covers the Bullet Hole               | 12. März 2006        | 16. Okt. 2006                          | Julie Anne Robinson | Harry Werksman jr. & Gabrielle Stanton |
| Meredith versucht sich bei George zu entschuldigen, doch er nimmt ihre Entschuldigung nicht an und will sie nicht sehen. Cristina muss für Miranda babysitten, da Miranda eine wichtige Operation leiten muss, und ist damit maßlos überfordert. Alex ist nach wie vor eifersüchtig auf Denny, mit dem Izzie immer mehr Zeit verbringt. Dieser entscheidet sich auf Izzies Rat hin letztlich für eine OP, die zwar die Zeit verlängert, in der er auf ein Spenderherz warten kann, die ihn bis dahin aber an das Bett im verhassten Krankenhaus fesseln wird. Derek behandelt eine Patientin mit einem Gehirnaneurysma, die sich zunächst nicht operieren lassen will, da ihr Mann ihr erst seit dieser Diagnose wieder Beachtung schenkt. Derek erkennt daraufhin seine eigenen Fehler in der Ehe mit Addison und entschuldigt sich bei ihr. So kommen sie sich in ihrer Beziehung wieder näher. George hat nach wie vor nicht bei Callie angerufen. |           |                             |                                               |                      |                                        |                     |                                        |
| 30 | 21        | Aberglaube                  | Superstition                                  | 19. März 2006        | 23. Okt. 2006                          | Tricia Brock        | James D. Parriott                      |
| Am Morgen sind vier Patienten nahezu zeitgleich bei Operationen gestorben. Nachdem Gerüchten zufolge immer entweder drei oder sieben Patienten auf einmal sterben, hat Izzie große Angst, dass Denny seine Operation nicht überstehen wird. Doch er überlebt, genauso wie eine Freundin von Richard, die ihm – wie sich herausstellt – in der Vergangenheit geholfen hat, von seinem Alkoholproblem loszukommen. Cristina will nicht mehr, dass George bei ihr wohnt, und will Preston erpressen, ihn zum Ausziehen zu zwingen. Sie hat aber keinen Erfolg. George verabredet sich endlich mit Callie. Izzie macht mit Alex Schluss, gesteht Denny ihre Liebe und küsst ihn. |           |                             |                                               |                      |                                        |                     |                                        |
| 31 | 22        | Spielregeln                 | The Name of the Game                          | 2. Apr. 2006         | 30. Okt. 2006                          | Seith Mann          | Blythe Robe                            |
| Addison behandelt eine Patientin, die sich als Merediths Halbschwester herausstellt. Nachdem Meredith bisher nichts von dieser Schwester wusste, versucht sie, ihrem Vater Thatcher im Krankenhaus aus dem Weg zu gehen. Richard ist zusammen mit Cristina auf einer Ärztefortbildung, die es endlich schafft, dass George aus ihrer Wohnung auszieht. George findet Unterschlupf bei Callie, die in den Kellergängen des Krankenhauses eine provisorische Wohnung hat. Beide kommen sich näher. Izzie verbringt Zeit mit Denny. Miranda ist sauer, weil Richard ihr aufgrund ihrer Mutterschaft sämtliche OPs streicht. Merediths und Dereks Hund muss zum Tierarzt, wo Meredith den attraktiven Arzt Dr. Finn Dandridge kennenlernt. |           |                             |                                               |                      |                                        |                     |                                        |
| 32 | 23        | Opferbereitschaft           | Blues for Sister Someone                      | 30. Apr. 2006        | 6. Nov. 2006                           | Jeff Melman         | Elizabeth J.B. Klaviter                |
| Meredith hat ein Date mit Tierarzt Finn und dabei kommen sie sich näher, allerdings will Meredith alles erst einmal langsam angehen lassen. Derek ist sauer auf Meredith, nachdem er von den beiden erfährt. George hat die Nacht mit Callie verbracht und zieht danach wieder in sein altes WG-Zimmer ein. Izzie kann Callie allerdings nicht ausstehen. Prestons Musikvorbild wird von ihm operiert, allerdings stirbt er, weshalb sich Preston Vorwürfe macht. Miranda leidet immer noch darunter, nach ihrer Mutterschaft keine OPs zugeteilt zu bekommen. Addison hat Alex, der sich nicht für Gynäkologie interessiert, als Assistenzarzt zugeteilt bekommen. Eine siebenfache Mutter bittet Addison, ihre Eierstöcke zu durchtrennen, ohne dass ihr streng religiöser Ehemann etwas davon erfährt. Addison lässt es wie eine Komplikation aussehen, doch der Ehemann verklagt sie, nachdem Alex ihm dies geraten hat. Addison kündigt Alex daraufhin an, dass er zur Strafe weiter in ihrer Abteilung arbeiten muss. Denny bekommt eine LVAD-Leitung, weshalb er zum ersten Mal seit langem aus dem Krankenhausbett aufstehen kann. |           |                             |                                               |                      |                                        |                     |                                        |
| 33 | 24        | Totalschaden                | Damage Case                                   | 7. Mai 2006          | 13. Nov. 2006                          | Tony Goldwyn        | Mimi Schmir                            |
| Die Ärzte müssen sich um eine ganze Familie kümmern, die in einen Autounfall verwickelt war, den ein Assistenzarzt vom Mercy West-Krankenhaus wegen Übermüdung verursacht hat. Die schwangere Tochter stirbt an den Folgen des Unfalls, ihr Baby überlebt jedoch aufgrund des beherzten Einsatzes von Alex. George geht einen Schritt auf Meredith zu. Izzie und Meredith lästern über Callie, die George klarmacht, dass er als ihr Freund zu ihr halten muss. Preston ist sauer auf Cristina, da sie beim Sex eingeschlafen ist. Denny überanstrengt sich und muss wieder ins Krankenbett zurück, was ihn schwer mitnimmt. Izzie versucht ihn aufzumuntern, was ihr nur schwer gelingt. Meredith trifft sich weiter mit Finn und entscheidet sich dafür, es mit einer Beziehung zu versuchen. Als Derek ihr ihre vielen Männer vorwirft, scheint das Tuch zwischen den beiden endgültig zerschnitten. |           |                             |                                               |                      |                                        |                     |                                        |
| 34 | 25        | 17 Sekunden                 | 17 Seconds                                    | 14. Mai 2006         | 20. Nov. 2006                          | Dan Minahan         | Mark Wilding                           |
| In die Notaufnahme werden viele Patienten eingeliefert, die bei einer Schießerei in einem Restaurant teilweise lebensgefährlich verletzt wurden. Preston macht sich mit Alex auf den Weg ins Mercy West, da ein Spenderherz für Denny bereitsteht. Es treten Komplikationen auf und das Herz wird unbrauchbar. Um ein anderes Herz zu bekommen, das eigentlich einem Patienten zukommen sollte, der vor Denny auf der Warteliste für die Organspende steht, lügt Izzie Preston über Dennys Zustand an. Um die nötigen Testergebnisse zu bekommen, muss sich Dennys Zustand aber tatsächlich verschlechtern. Izzie durchtrennt deshalb die lebenswichtige LVAD-Leitung und hofft darauf, dass Preston bald mit dem Spenderherz eintrifft. Dieser wird allerdings vor dem Krankenhaus von dem Restaurant-Schützen angeschossen und gefährlich verwundet. Callie gesteht George ihre Liebe, der ihre Worte nicht erwidert. Bei Merediths und Dereks Hund wird Knochenkrebs diagnostiziert. Beide geraten dabei erneut in Streit. Anders als die beiden begreift Addison, dass sich Meredith und Derek immer noch lieben. |           |                             |                                               |                      |                                        |                     |                                        |
| 35 | 26        | Kampf oder Flucht           | Deterioration of the Fight or Flight Response | 15. Mai 2006         | 27. Nov. 2006                          | Rob Corn            | Joan Rater & Tony Phelan               |
| Bei Preston steckt eine Kugel in der Schulter, die zur teilweisen Lähmung seiner rechten Hand führt. Derek muss ihn operieren, allerdings kommt es zu Komplikationen und Derek muss Preston während der OP aufwecken, um die Funktionsfähigkeit seiner Hand zu testen. Cristina soll ihn dabei beruhigen, ist von der Situation aber völlig überfordert. Nachdem das Spenderherz für Denny immer noch nicht eingetroffen ist, versuchen die vier Assistenzärzte, Denny so lange am Leben zu erhalten. Miranda erfährt davon und suspendiert Izzie vom Dienst. Kurz vor Dennys Operation, die anstelle von Preston Dr. Erica Hahn vom Mercy West durchführt, macht er Izzie einen Heiratsantrag. George entschuldigt sich bei Meredith, da er sogar besser wusste als sie, dass Meredith ihn nicht liebt. Ins Krankenhaus eingeliefert wird Richards Nichte, deren Eierstockkrebs wieder zurückgekehrt ist. Adele fordert Richard auf, Prioritäten für seine Familie zu setzen. Dabei erfährt er, dass Adele von Anfang an von seiner Affaire mit Ellis wusste. |           |                             |                                               |                      |                                        |                     |                                        |
| 36 | 27        | Der Tod und das Mädchen     | Losing My Religion                            | 15. Mai 2006         | 27. Nov. 2006                          | Mark Tinker         | Shonda Rhimes                          |
| Merediths und Dereks Hund muss wegen seines Krebsleidens eingeschläfert werden. Nach Prestens Operation bleibt ihm ein Zittern in der rechten Hand, das er Derek allerdings verschweigt. Die fünf Assistenzärzte halten zu Izzie, die Dennys Heiratsantrag angenommen hat, und geben Richard keine Auskunft darüber, wer Dennys Schlauch zerschnitten haben. Als Bestrafung dürfen die Assistenzärzte nicht mehr operieren und müssen stattdessen für Richards an Krebs erkrankte Nichte einen Ball im Krankenhaus veranstalten. Dort haben Derek und Meredith Sex. Izzie möchte auch zum Ball, will allerdings davor noch einmal Denny besuchen. Allerdings ist Denny in der Zwischenzeit gestorben. Izzie wird in ihrer Trauer von ihren Freunden gestützt. Schließlich gibt sie vor Richard ihren Fehler zu und kündigt. |           |                             |                                               |                      |                                        |                     |                                        |

## Episodenbesonderheiten
Jeder Episodentitel bei Grey’s Anatomy ist gleichzeitig ein Liedtitel eines Musikstückes. Außerdem gibt es noch eine Reihe bemerkenswerter Fakten zu jeder Folge.
| Nr. | Episode                     | Anspielung des Originalepisodentitels                            | Sonstiges |
| --- | --------------------------- | ---------------------------------------------------------------- | --- |
| 1   | Ein sauberer Schnitt        | B. J. Thomas – Raindrops Keep Falling On My Head                 | Zusammenfassung von Meredith. Erster Auftritt von Steven W. Bailey als Barkeeper Joe. |
| 2   | Genug ist Genug             | Donna Summer – Enough is Enough                                  | Zusammenfassung von Miranda. Erster Auftritt von Adele Webber, gespielt von Loretta Devine |
| 3   | Gebrochene Herzen           | Eric Carmen – Make me lose Control                               | Zusammenfassung von George. |
| 4   | Ein neuer Anfang            | Joel Plaskett – Deny, Deny, Deny                                 | Zusammenfassung von Cristina. Man erfährt zum ersten Mal etwas über Cristinas Familie. |
| 5   | Der Schmerz                 | 2Pac – Bring the Pain                                            | Zusammenfassung von Richard. Erster Auftritt der Rolle Tucker Jones, allerdings sieht man ihn nur kurz und nicht das Gesicht. |
| 6   | Zugunglück                  | The Psychedelic Furs – Into You Like a Train                     | Erste Katastrophenfolge. Zusammenfassung von Miranda. |
| 7   | Gerede                      | Bonnie Raitt – Something to talk about                           | Zusammenfassung von Izzie. Erster Auftritt der Krankenschwester Debbie, gespielt von Cathy Lind Hayes. |
| 8   | Romeo und Julia             | The Beatles – Let It Be                                          | Zusammenfassung von George. |
| 9   | Dankbarkeit                 | Slade – Thanks for the Memory                                    | Keine Zusammenfassung. Folge spielt an Thanksgiving. Man sieht zum ersten Mal Georges Familie. |
| 10  | Fünflinge                   | AC/DC – Touch Too Much                                           | Zusammenfassung von Richard. |
| 11  | Einsamkeit                  | Yes – Owner Of A Lonely Heart                                    | Zusammenfassung von George. |
| 12  | Körper und Geist            | Dr. Elmo – Grandma Got Run Over By A Reindeer                    | Weihnachtsfolge. Letzte in den USA 2005 ausgestrahlte Episode, Zusammenfassung von Alex. |
| 13  | Ein neuer Anfang            | R.E.M. – Begin the Begin                                         | Erste in den USA 2006 ausgestrahlte Episode. Zusammenfassung von Miranda. Denny Duquette tritt in dieser Folge, gespielt von Jeffrey Dean Morgan, zum ersten Mal auf. |
| 14  | Lügen                       | Fleetwood Mac – Tell Me Sweet Little Lies                        | Letzte in Deutschland 2006 ausgestrahlte Episode. Zusammenfassung von George. Die Krankenschwester Kate, gespielt von Kate Anthony, tritt in dieser Folge zum ersten Mal auf. |
| 15  | Streik                      | The Doors – Break On Through                                     | Erste in Deutschland 2007 ausgestrahlte Episode. Zusammenfassung von Preston. Erste Folge, in der Dr. Bailey nicht zu sehen ist. |
| 16  | Code Black (1)              | R.E.M. – It’s the End of the World As We Know It                 | Erste Doppelfolge. Zweite Katastrophenfolge, zusammen mit Der letzte Tag (2). Keine Zusammenfassung. Für die Folgen 16 und 17 wurden Christina Ricci und Kyle Chandler als Gastdarsteller für den Emmy nominiert. |
| 17  | Der letzte Tag (2)          | R.E.M. – It’s the End of the World As We Know It                 | Erste Doppelfolge. Zweite Katastrophenfolge, zusammen mit Code Black (1). Zusammenfassung von Richard. In dieser Folge wird Baileys Sohn William George Bailey-Jones geboren. |
| 18  | Monster                     | The Beatles – Yesterday                                          | Zusammenfassung von George. Dr. Mark Sloan (Eric Dane) hat in dieser Folge einen Gastauftritt, ab Staffel 3 gehört er zum Hauptcast. Ebenfalls taucht die Rolle von Merediths Vater, Thatcher Grey, gespielt von Jeff Perry, in dieser Folge zum ersten Mal auf.                                                                                 |
| 19  | Karma                       | Pet Shop Boys – What Have I Done To Deserve This?                | Die Off-Stimme in dieser Folge hat nicht Meredith, sondern George. Zusammenfassung von Meredith. Dr. Callie Torres, gespielt von Sara Ramirez, taucht in dieser Folge zum ersten Mal auf. |
| 20  | Ein Pflaster für jede Wunde | Scarling – Band Aid Covers the Bullet Hole                       | Zusammenfassung von Richard. |
| 21  | Aberglaube                  | Stevie Wonder – Superstition                                     | Zusammenfassung von Alex. |
| 22  | Spielregeln                 | ABBA – The Name Of The Game                                      | Zusammenfassung von George. Sowohl Eileen Grey (Mare Winningham) als auch Dr. Finn Dandridge (Chris O’Donnell) erscheinen zum ersten Mal in dieser Folge. |
| 23  | Opferbereitschaft           | Lenny Kravitz – Blues for Sister Someone                         | Zusammenfassung von Richard. |
| 24  | Totalschaden                | Motörhead – Damage Case                                          | Zusammenfassung von Miranda, prominenter Gastauftritt von Frances Fisher (u. a. Titanic) |
| 25  | 17 Sekunden                 | Abraham Hicks – 17 Seconds                                       | Zusammenfassung von Alex. Erstes Auftauchen der Rolle Dr. Erica Hahn (Brooke Smith) |
| 26  | Kampf oder Flucht           | The Flaming Lips – Deterioration of the Fight or Flight Response | Keine Zusammenfassung. Off-Stimme von allen Hauptcharakteren. Diese Folge wurde in den USA als Doppelfolge mit der Folge 27 gesendet. |
| 27  | Der Tod und das Mädchen     | R.E.M. – Losing My Religion                                      | Keine Zusammenfassung. Staffelfinale der zweiten Staffel. Erster Serientod eines festen Charakters bei Grey’s Anatomy. Die Band Snow Patrol schaffte mit dem Song Chasing Cars, der in der letzten Szene bei Dennys Tod verwendet wurde, den internationalen Durchbruch. Diese Folge wurde in den USA als Doppelfolge mit der Folge 26 gesendet. |